# Вікапог (Род-Айленд)
Вікапог (англ. Weekapaug) — переписна місцевість (CDP) в США, в окрузі Вашингтон штату Род-Айленд. Населення — 467 осіб (2020).

## Географія
Вікапог розташований за координатами 41°20′15″ пн. ш. 71°45′43″ зх. д. / 41.33750° пн. ш. 71.76194° зх. д. (41.337415, -71.761919).  За даними Бюро перепису населення США в 2010 році переписна місцевість мала площу 3,10 км², з яких 3,01 км² — суходіл та 0,09 км² — водойми.

## Демографія
Згідно з переписом 2010 року, у переписній місцевості мешкало 425 осіб у 205 домогосподарствах у складі 122 родин. Густота населення становила 137 осіб/км².  Було 609 помешкань (197/км²).
Расовий склад населення:
| - 96,5 % — білих - 1,6 % — корінних американців - 0,5 % — чорних або афроамериканців |

До двох чи більше рас належало 1,4 %. Частка іспаномовних становила 0,9 % від усіх жителів.
За віковим діапазоном населення розподілялося таким чином: 14,6 % — особи молодші 18 років, 56,0 % — особи у віці 18—64 років, 29,4 % — особи у віці 65 років та старші. Медіана віку мешканця становила 56,5 року. На 100 осіб жіночої статі у переписній місцевості припадало 96,8 чоловіків;  на 100 жінок у віці від 18 років та старших — 92,1 чоловіків також старших 18 років.
Середній дохід на одне домашнє господарство  становив 108 917 доларів США (медіана — 67 639), а середній дохід на одну сім'ю — 147 381 долар (медіана — 109 861). Медіана доходів становила 63 750 доларів для чоловіків та 45 000 доларів для жінок. За межею бідності перебувало 6,7 % осіб, у тому числі 25,0 % дітей у віці до 18 років та 9,4 % осіб у віці 65 років та старших.
Цивільне працевлаштоване населення становило 228 осіб. Основні галузі зайнятості: освіта, охорона здоров'я та соціальна допомога — 25,4 %, науковці, спеціалісти, менеджери — 14,5 %, фінанси, страхування та нерухомість — 12,7 %, мистецтво, розваги та відпочинок — 12,3 %.